# Zero Chou
Zero Chou (chinesisch 周美玲, Pinyin Zhōu Měilíng, * 24. Juli 1969 in Keelung, Taiwan) ist eine taiwanische Journalistin, Filmproduzentin und Filmregisseurin.

## Leben
Nach ihrer Schulzeit studierte Chou Philosophie an der National Chenghi University in Taiwan. Nach ihrem Studium arbeitete Chou als Journalistin. Zudem ist Chou als Filmproduzentin und Filmregisseurin tätig und drehte verschiedene Dokumentationen und Filme. Chou lebt mit ihrer langjährigen Lebensgefährtin Hoho Liu in Taiwan zusammen.

## Filmografie (Auswahl)

### Dokumentationen
- Looking For The Forgotten Artists (Chinesisch: 走找布袋戲的老藝師) 1997
- Artist And His Daughter (Chinesisch: 藝術家和他的女兒) 1997
- Memories Of The Taiwanese Master (Chinesisch: 師影) 1997
- Yi Shi Zai Hai Shi Zhong (Chinesisch: 遺失在海峽中：烏坵) 1998
- Being Ceased (Chinesisch: 斷曲：走尋布袋戲後場的老樂師) 1998
- Mother And Son (Chinesisch: 媽媽遺失與撿到的孩子) 1998
- Democracy Show (Chinesisch: 民主的頭人：政治秀) 1998
- Wanderers' Bay (Chinesisch: 飄泊的港灣：百年基隆港) 1998
- Floating Islands (Chinesisch: 流離島影) 2000
- Before The Radiation (Chinesisch: 輻射將至) 2000
- Headhunting Festival (Chinesisch: 人頭祭的故事) 2000
- Zou Zu Zhan Ji (Chinesisch: 鄒族戰祭) 2000
- Corners (Chinesisch: 私角落) 2001
- Poles Extremity (Chinesisch: 極端寶島) 2002
- The Kinmenese Tracks (Chinesisch: 火車在海邊游) 2003
- Father In The Blacklist (Chinesisch: 黑名單爸爸) 2004

### Filme
- A Film About The Body (Chinesisch: 身體影片) 1996
- Splendid Float (Chinesisch: 艷光四射歌舞團) 2004
- The Road On The Air (Chinesisch: 單車上路) 2006
- Spider Lilies (Chinesisch: 刺青) 2007, (Teddy Award, 2007)
- Drifting Flowers (Chinesisch: 漂浪青春) 2008

## Preise und Auszeichnungen (Auswahl)
- Sieger 2002 Taipei Film Festival für Best Documentary: Corners
- Sieger 2003 Marseille Festival of Documentary Film für Best Documentary: Poles Extremity
- Sieger 2004 Golden Horse Award for Best Make Up and Costume Design: Splendid Float
- Sieger 2004 Golden Horse Award for Best Original Film Song: Splendid Float
- Sieger 2004 Golden Horse Award for Best Taiwanese Film Of The Year: Splendid Float
- Sieger des CJ Asia Independent Film Festival des Zuhörerpreises: Spider Lilies
- Sieger 2007 Teddy Award für Best Gay/Lesbian Feature Film auf dem Berlin Film Festival, Teddy Award